# Shamsuddin Amiri
Shamsuddin Amiri (nacido el 12 de febrero de 1985); futbolista afgano, portero. Actualmente es el futbolista con más apariciones en partidos internacionales, con la selección afgana, con un total de doce apariciones. Actualmente juega en el equipo afgano Kabul Bank Football Club, desde el 2004.

## Carrera
Ha debutado a la selección afgana de fútbol en los años 2005, y su último partido fue en el año 2008, con un total de seis juegos jugados ese mismo año.
En su carrera de clubes, ha debutado en Pakistán en PTV Islāmabād, el año 2002; posteriormente jugó el 2003 en el club Maiwand, club afgano, y luego en 2004 jugaría en el club que actualmente juega hasta hoy, Kabul Bank Football Club.